# 豊田泰光
豊田 泰光（とよだ やすみつ、1935年2月12日 - 2016年8月14日）は、茨城県久慈郡大子町出身のプロ野球選手・野球解説者。
現役時代は豪快な打撃で、西鉄ライオンズ（以下、西鉄）黄金時代の主力選手の1人として活躍した。引退後はニッポン放送、フジテレビ、文化放送、テレビ東京、テレビ大阪、スポーツニッポンなどの野球解説者をつとめた。2006年に野球殿堂入り。

## 経歴

### プロ入り前
3歳の時に日立市へ転居し、父は建設業を営んでいたが、国民学校（小学校）2年生の時に太平洋戦争に伴うアメリカ軍の空襲が起こったため 母の実家があり自分も生まれた大子町へ疎開し、5年生の時に戦争が終結した後も同地へ留まった。この終戦直後、国民学校（小学校）の教師が持ってきたソフトボールの道具 で野球をやったことが、豊田が野球を本格的に始めるきっかけとなった。
茨城県立水戸商業高等学校に進み、同校3年生だった1952年の夏の甲子園に出場。開会式の選手宣誓を務める。高野連から渡された文章を暗記するだけであったが、校長（岡田実）に宿舎から近い海辺に連れて行かれ、沖に向かって宣誓の練習を何十回もさせられたという。大会では、1回戦で都留高の矢頭高雄－西村一孔の強力バッテリーを打ち崩して5-0と勝利。2回戦（ベスト16）の成田高戦では、エース・穴澤健一から3本の長短打を放つが3-6で敗退した。高校同期に一塁手の加倉井実がいる。
高校No.1遊撃手の評価を受け、立教大学や早稲田大学、また複数のプロ球団からの誘いを受けた。水戸商業の先輩である砂押邦信が監督を務めていた立教大学野球部の夏練習に参加したほか、本人は神宮球場の早慶戦に憧れていたともされる。しかし、父親が病気になったため大学進学はあきらめプロ入りに方向転換。西鉄のスカウト宇高勲から積極的な勧誘を受け、同球団への入団を決めた。

### プロ野球選手時代
1953年、高卒1年目ながら遊撃手のレギュラーとなり、開幕戦となる3月21日のダブルヘッダーで初出場。翌22日には9番打者・遊撃手で初先発出場。高卒1年目ながら遊撃手のレギュラーに定着する。三原脩監督の卓抜した選手起用により、その後は投手の前を打つ8番打者を務め、4月の下旬以降は主に7番打者を打った。調子次第では6番打者を任され、9月の前半には5番打者としても出場した。9月15日以降は2番打者に定着し、強打の2番として活躍。最終的に115試合の出場で規定打席（12位、打率.281）に達し、27本塁打（同僚の中西太・36本塁打に次ぐリーグ2位）、25盗塁を記録した。同年は新人王を獲得し、この年に記録した27本塁打は当時の新人選手の最多記録となった。
プロ2年目の1954年には初のパ・リーグ優勝を成し遂げる。同年の中日ドラゴンズとの日本シリーズでは第6戦で勝ち越し2塁打を放つが、中日のエース杉下茂らに通算24打数4安打と抑えられ日本一はならなかった。
1956年には自ら首位打者となる活躍でチームをリーグ2度目の優勝に導く。この時の打率はチームメイトの中西太とは僅差（5毛差）であった。最終戦を前に中西は本塁打・打点の2冠をほぼ手中にしており、結果次第では戦後初の三冠王が誕生する可能性があったが、チームメイト同士がタイトルを争って雰囲気を悪くすることを懸念した三原監督が最終戦で両者を休ませ、豊田の首位打者が決まった。同年は初のベストナインにも選出された。続いて出場した読売ジャイアンツとの日本シリーズでも第3戦で別所毅彦から逆転につながる2点本塁打を放つなど、24打数11安打と活躍。チームは初の日本一となり、豊田はシリーズMVP、首位打者賞を獲得した。
その後も流線型打線と呼ばれた西鉄の強力な野手の一人として活躍を続け、読売ジャイアンツとの日本シリーズ3連覇に貢献。1957年の日本シリーズでは第1戦で義原武敏から勝ち越し本塁打、最終第5戦で3安打と活躍しシリーズ優秀選手賞を獲得した。1958年日本シリーズでも4本塁打、最終第7戦では4安打と24打数12安打7打点、2度目の首位打者賞に輝き日本一に大きく寄与した。
1959年のシーズン後は三原の退団や大下弘の引退が起こり、中西太が深刻な負傷で試合出場機会が激減。西鉄は優勝から遠ざかったが、同年の豊田は葛城隆雄に次ぐリーグ2位の81打点を記録、18敬遠は当時のパ・リーグ記録となった。その後も安定した成績を残しリーグを代表する遊撃手となった。
1962年には選手兼任で中西新監督を補佐する助監督を務めたがわずか1年で辞任し、同年のオフに国鉄スワローズ（1965年5月10日からサンケイスワローズ、1966年からサンケイアトムズ、1969年からアトムズ）へトレードされた。豊田は10年選手による移籍自由の権利を保有していたが、国鉄への移籍は権利行使による移籍ではなく金銭トレードである。
西鉄を退団した原因は川崎徳次監督の後任として就任した中西との対立だった。前年の1961年オフに成績不振の責任を取る形で川崎が監督を辞任すると、西鉄は「監督：中西・助監督：豊田・投手コーチ：稲尾」という青年内閣を組閣した（中西・豊田・稲尾とも当時20歳代で選手兼任）。しかし中西が三原元監督の娘婿であるということから誰もが中西の采配について文句を言わない中で、豊田だけが助監督の立場でいろいろと口を出したため、結果的にこれが中西との対立に発展した。ただ、本人は出演したテレビ番組の中で、移籍の理由は中西との対立ではなく、現役で脂に乗っている時期に助監督に任命されたことに対して「場当たり的な人事だ」とフロントに不満を持っていたと述べている。その後中西とは関係を修復し、晩年には「太さん」「トヨ」と呼びかける、普通の先輩後輩の関係に戻っていた。
国鉄入りした原因として、当時国鉄のコーチに水戸商の先輩である砂押邦信がいたことが挙げられる。豊田は水戸商時代、当時の立教大学野球部監督の砂押と入学の約束を交わしていたが、それを反故（）にしてプロ入りしてしまった。そのため、砂押から「最初立教大学に入ると約束したのにプロ入りしたではないか。二度もワシの顔を潰すのか!!」と一喝された。これが原因で砂押には頭が上がらなくなってしまい、国鉄入団となった。また、西鉄の西亦次郎球団社長は、豊田の放出を当初否定したものの、この頃国鉄球団の経営に関与するようになった産経新聞社の水野成夫社長と九州政界の大立者が介入して成立したとも言われている。
協議の中で豊田と金田正一か村田元一のいずれかとの交換トレードも提案されたが、最終的に4500万円のトレードマネーで決着した。この経緯については、資料により国鉄側が交換を提案し、西鉄側があくまで金銭を要求したとするものと、西鉄側が豊田に見合う選手として金田か村田のいずれかとの交換を希望して、国鉄側がこの2人の放出は無理だと断った結果、金銭で解決したとするものとがある。西鉄はこのトレードで得た資金でウイルソン・ロイ・バーマの3外国人選手（いずれも野手）を獲得。1963年の優勝にはこの3人が大きく貢献することになる。
国鉄移籍決定後、豊田は、当時の球団フロントから「福岡はお前の放出が原因でファンが騒動を起こしているから、来るな」と言われ福岡では豊田不在のまま移籍会見が行われたため、豊田に対して「今まで応援してきたのに最後に姿を見せないとはどういうことだ」とファンから批判が起こった。
国鉄への移籍後も1963年に打率.292（リーグ9位）、20本塁打を記録するなど、2年間は中心打者として好成績を残す。しかし3年目から肘の故障が悪化し、2年にわたり治療を続けるものの完治には至らず、常時出場が困難になる。1967年には一定の回復が見られ106試合に出場するが、打率、長打力とも全盛期には及ばなかった。また脚力の衰えもあり、主に一塁手、あるいは代打として起用された。
1968年からは打撃コーチを兼任。同年には2試合連続で代打サヨナラ本塁打を達成し（この記録は豊田と若松勉しか達成していない）、相手投手は2試合とも中日ドラゴンズの山中巽だった。同じ投手からというのはプロ野球史上豊田のみの珍記録である。
1969年シーズン終了後、17年間の現役生活を終えて引退した。

### 現役引退後
引退後はニッポン放送解説者・サンケイスポーツ評論家（1970年 - 1971年）を経て、1972年には1年間だけ近鉄バファローズ一軍打撃コーチを務め、若手時代の梨田昌孝・羽田耕一の成長に一役買った。キャンプでは夜遅くまで大広間でスイングをさせるなど熱心な指導で、打撃ケージの後ろでは激しい口調となり、伊勢孝夫は一死三塁で凡退した時に「外野フライも打てないのか!」と言われたこともあった。
近鉄退団後の1973年以降は評論活動に戻り、以後40年以上にわたって野球評論を続けた。
1973年はサンスポ、1981年から1985年までは東京中日スポーツ、1986年以降はスポーツニッポンで評論活動を行った。
1978年には梶原一騎やユセフ・トルコらにより、フジテレビの放映をバックに、大相撲力士の高見山と千代の富士を引き抜いてエースとし設立を企図したプロレス新団体「大日本プロレス」（のちにグレート小鹿が設立した同名団体とは無関係）の社長への就任が内定していたが、同団体の設立は結局実現しなかった。
1981年オフには山内一弘の後任監督としてロッテオリオンズから監督就任要請を受けたが、固辞した。
『週刊ベースボール』にはコラム「豊田泰光のオレが許さん!」を1993年から2013年に終了するまでに通算1001回にわたって連載、日本経済新聞ではスポーツ欄にコラム「チェンジアップ」を1998年から2013年まで続けていた。
1994年に発足した日本プロ野球OBクラブには当初から参加（2000年までは副会長・技術委員長も任務）しており、1997年茨城県稲敷郡桜川村（現：稲敷市）でホームグラウンド（桜川村総合運動公園野球場〈現：稲敷市桜川総合運動公園野球場〉 - 茨城ゴールデンゴールズのホームグラウンドでもある）が完成した際のイベントにも登場していたが、運営方針をめぐって大沢啓二ら他の役員と意見が対立し、その後は批判的な立場をとった。
2016年8月14日、誤嚥性肺炎のため、死去した。81歳没。8月16日の『プロ野球ニュース』（フジテレビONE）と翌8月17日の『SET UP!!』（文化放送）では豊田の追悼コーナーが放送された。

## プレースタイル

### 打撃
日本人史上初の遊撃手での首位打者を獲得するなど、遊撃手として屈指の打撃力を誇った打撃型ショートであった。豊田以外の日本人遊撃手の首位打者はプロ野球歴代で西岡剛（2010年）と坂本勇人（2016年）のみである。攻撃力の傑出度を測るRCWINは遊撃手史上最高の数値を記録しており、25歳5か月での1000本安打達成は榎本喜八、土井正博に次ぐ歴代3位タイのスピード記録である。
豊田がプロ入りした1950年代当時の野球では、遊撃手は打撃力は二の次で守備力が最優先、2番打者はバントか進塁打で走者を進めることが重要、という評価が常識として通用していた。その点で、年間で45失策を記録したが三原に起用され続け、新人王を獲得した豊田のプレースタイルは当時としては異質であった。ただし豊田の盗塁数は多く、「俊足」という点では他の2番打者との共通性を持っていた。
制約の多い2番打者での起用が多い選手での通算約1600安打は、当時では非常に高い数字だった。西鉄の全盛期にクリーンナップを打っていれば、通算1800安打から1900安打は確実に打っていただろうとするチームメイトの証言がある。
内野フライを打ち上げた時に、走塁の途中で「俺が捕る」と言い、守備側の選手を混乱させてエラーを誘った。そのエラーをした選手が引退後に審判になり、豊田は「以前に自分がした事を恨んでいて、追い込まれてからきわどいコースをストライクとして取られたらたまらない」と思い、その審判が豊田が出場する試合で球審を務める場合は早めのカウントで打つようにしていたという。

### 守備
6（遊撃手） - 4（二塁手） - 3（一塁手）のダブルプレーはプロ野球でもよく見られるが、西鉄の場合（遊撃手：豊田、二塁手：仰木彬、一塁手：河野昭修→中西太）は普段と異なる点がひとつあった。通常このプレーにおいて、遊撃手は二塁手が一塁へ送球しやすいように、二塁手の体の右側へと送球するのがセオリーとなっているが、仰木が「右側に投げられると一塁へ送球しにくい」といったため、豊田は仰木と二遊間を守る時は仰木の体の左側へ送球していた。ただし滝内弥瑞生など、仰木以外の選手が二塁を守る時は二塁手の体の右側に送球していたが、仰木とのコンビが9年間続いたせいで豊田の中には「6 - 4 - 3のダブルプレーの際には二塁手の体の左側に送球する」のが癖になってしまい、国鉄移籍後に遊撃手として出場した際に悪送球を犯している。

### バント
3連敗のあと1勝を返して迎えた1958年の日本シリーズ第5戦、2-3とリードされた9回裏、先頭の小淵泰輔が二塁打で出塁。3番の豊田に打順が回り、強打か送りバントかの判断を迫られたが、ベンチの三原を見ても「お前に任せる」と言わんばかりの知らん顔だった。結局豊田は自分の判断で送りバントをしたが、西鉄のナインはこのシリーズ最も当たっていた豊田が送るとは思わず、ベンチに帰ったら「なぜ打たなかった」と袋叩きに遭ったという。一死三塁となったが、期待のかかった4番の中西がサードゴロに倒れ、二死となって5番の関口清治の場面では、豊田は「どんな神様でもいいです。お願いですから関口さんに打たせてください」と祈っていたという。関口は中前にはじき返し、土壇場で同点に追いついた西鉄は息を吹き返し、この試合稲尾和久の本塁打でサヨナラ勝ち、結局3連敗4連勝でシリーズも制覇した。尚、関口はその同点タイムリーを放つ打席を迎えるまで、この年のシリーズ打撃成績は15打数1安打と不調に見舞われていた。

## 人物

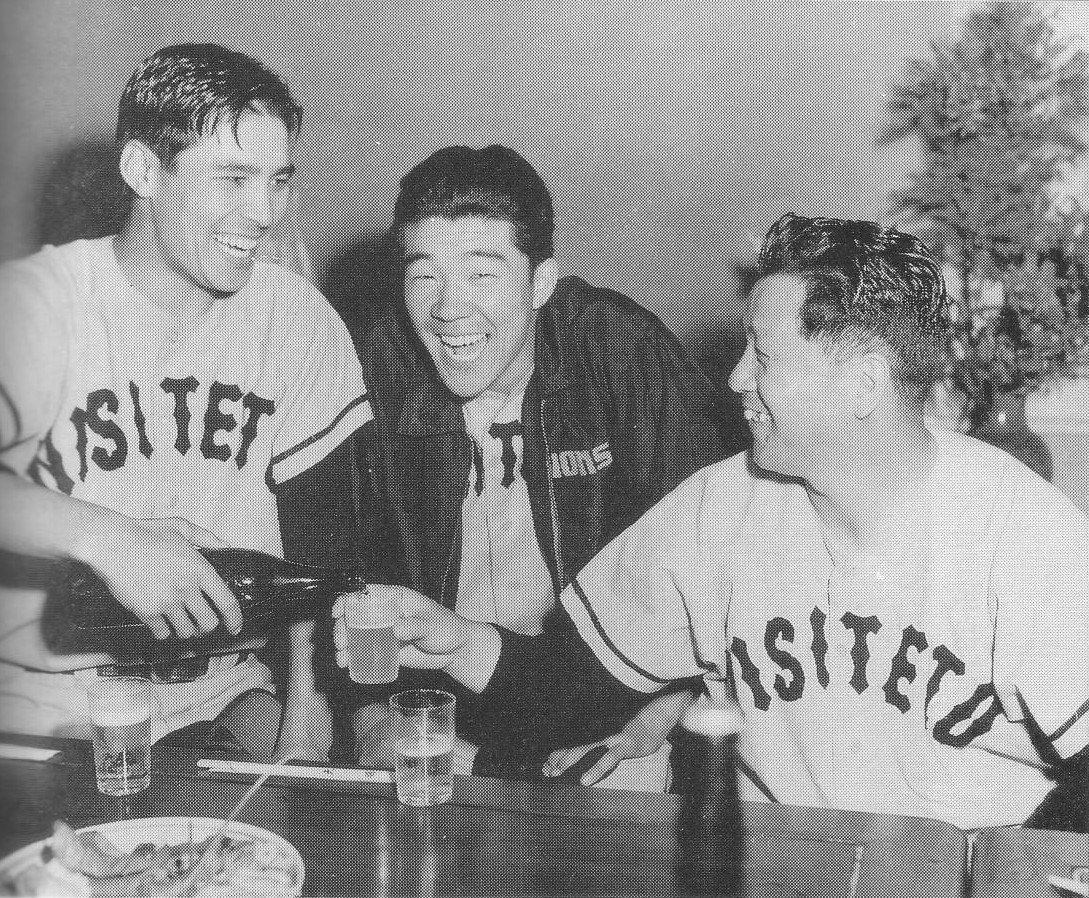
1956年の日本シリーズ制覇
稲尾和久、三原脩とともに祝杯を挙げる

西鉄黄金時代の代名詞として知られるNLマークを、三原と共同で考案したことで知られる。それまでの西鉄の帽子は黒地に白のNマークだったが、これが選手の間で評判が悪かった。そこで三原は水戸商高出身で商業デザインに興味を持っていた豊田を自分の部屋に呼び出し（特に試合に負けた日の夜）、2人でNとLの形に切り抜いた紙を並べたり重ねたりして検討した結果、ニューヨーク・ヤンキースのNYマークを想起させるNLマークが完成したという。1954年の日本シリーズから西鉄の帽子が紺地に白のNLマーク（翌年から地色が黒）に変更されたが、この年に初優勝、さらに1956年からは3年連続日本一に輝いたこともあって、NLマークは川崎徳次監督時代の2年間（1960年・1961年）を除き、親会社西日本鉄道が球団を売却する1972年まで使用された（ただし1966年からはユニフォームにオレンジが加わったこともあって、NLマークもオレンジに変更された）。豊田が監修した2008年の「ライオンズ・クラシック」では、1954年から1959年に使用された西鉄のユニフォームが復刻・使用された。帽子も黒地に白のNLマークの物がそのまま使われ、一般ファンにも販売された。
- 黒地に白のNLマークの帽子は、西鉄のマネジャー・常務を務めた藤本哲男が1979年に福岡市中央区に開業した野球用品店「ライオンズベースボールショップ」で現在も購入可能である。

1958年のオフ、1月には歌謡曲「男のいる街」を発売し、その年上半期のビクターの歌謡曲（流行歌）レコード売上で10位に入り、7万枚を売り上げるヒットとなった。同曲は豊田の公式ホームページで試聴可能となっていて、豊田は「（日本の）スポーツ選手のレコーディング第1号」と述べている。作曲は日立市出身の吉田正で、その後も豊田とは親交を持っていた。吉田の没後の2004年に同市で吉田正音楽記念館が開設された際、吉田の遺品の寄贈式で豊田は体調不良の吉田の妻に代わって出席している。
通算1000三振記録者を対象とする「千振会」（せんしんかい）の結成を提唱したが、他の対象者の賛同を得られず実現しなかった。
晩年には、社会貢献として、木製バットの原材料であるアオダモの植樹活動を精力的に行っていた。2008年には茨城県に500万円の寄付を行い、県内の運動公園や文化施設などへ自動体外式除細動器（AED）約20台を設置するための資金に充てられることになった。

### 人間関係
妻は衆議院議員の衛藤速の二女。
稲尾和久が西鉄入団後に初めて球団寮を訪れた際、稲尾が中央球界では無名の存在だったこともあり、当時の寮長で3学年年上だった豊田は「西鉄に入る? 運転手になるなら本社（親会社の西日本鉄道）へ行け」と稲尾に対して冷たく対応したという。しかしその後は稲尾の人柄や野球に対する姿勢に感銘を受けた。2007年には稲尾の訃報に対して「ショックです。親、兄弟と同じ存在だった」「西鉄というのは稲尾ライオンズ。ライオンズをつくったのは稲尾。わたしの心の中で西鉄ライオンズはきょうで終わりです」とコメントした。その後2012年に稲尾の背番号が再び永久欠番になった際のセレモニーの開会挨拶では、「まるでここに稲尾がいるようで…」と人目も憚らず号泣した。豊田は「稲尾の話だけには弱い」と語っている。
1990年代初めはテレビ東京のスポーツ番組『スポーツTODAY』（月曜日のコーナー「月曜スポーツ討論会」）にて青田昇、有本義明、ダンカンらとともにプロ野球に関して侃々諤々の議論をしていた。月曜スポーツ討論会の最終回（このとき豊田がフジテレビ解説に復帰することが報告される）でダンカンより本をプレゼントされるが、その本は確執があったとされる別所毅彦著作の『剛球唸る!―栄光と熱投の球譜』であったため、やや引きつった笑みで、「（本を）ありがとう」と言っていた。
西鉄時代の監督だった三原を“恩師”として晩年に至るまで尊敬しており、自身の連載コラムや著書で「三原さんをプロ野球のコミッショナーにすべきだった」と時折語っていた。また、引退後の身の振り方について、西鉄時代に三原から「合宿先でも空いてる時間は漫画や雑誌ではなく、本を読め」とずっと言われて来て、豊田自身もその忠告を素直に受け入れたから今の評論家活動があると連載コラムや自筆の著書でもたびたび語っていた。
豊田はプロ野球関係者の葬儀に基本的に参列しなかった。その理由について「グラウンドで戦った先輩や友人、仲間たちの葬式に行ったら、悲しくなってしまってね、涙が止まらなくなって堪らないからです。そういうのが嫌だから、自分は葬式に行かないで自分なりに（故人に）お別れするようにしているんです」と、『週刊ベースボール』のコラムに書いていた。ただし、親交の深い野球ジャーナリストの田村大五の葬儀には参加し弔辞も読んだ。

## 野球評論家として
野球評論家としては、球界のさまざまな問題点に切り込んだ辛口な批評を行っていた。

### 野球関係者に対する意見
1998年のヤクルト対巨人のテレビ中継でヤクルト監督の野村克也の野球の素晴らしさを引き合いに出し長嶋茂雄の監督能力や選手起用を批判した。テレビの公共電波で長嶋批判を行った人物は過去にも水原茂らがいるが、テレビ局には抗議の電話が殺到し、「長嶋信者」として知られる徳光和夫の怒りにも触れた。
その一方で豊田は野村のこともねじめ正一との対談の中で「挨拶をしたくもされたくもないほど嫌い」と語っていた。ただ、晩年には野村への感情も軟化したようで、『週刊ベースボール』の連載コラム（「豊田泰光のオレが許さん！」）最終回一回前での連載回顧では「90年代はノムさん(野村克也氏)のヤクルトが全盛時代を迎えるのですが、なぜかノムさんへの言及が少なかったような気がします。オレの筆は、古巣ライオンズへの苦言という方向に走りがちでした。もっとノムさんのどこがすごいのかを書くべきだったかもしれません」「この人とは1935年生まれの同い年。2人で話していると、話が止まらなくなる。（中略）この人、あれだけの実績を持ちながら『この前のアレはどういうことだったのかね。オレには分からん。教えてくれんかね』とよく他人に聞くのです。聞く耳を持つ人が一番エライのですよ、この世界。これはできないことですよ、ホント」と、野村の野球に対する飽くなき探求心とその姿勢に敬意を表している。
野村は豊田の死去に際して「プロ入りした当時、レギュラーで遠い存在だった」「勝負強さは抜群で、痛いところでよく打たれた。同世代がまた一人逝ってしまった。寂しい限りだ 」とコメントした。
川相昌弘が2003年に原辰徳から来季のコーチ就任を任命されながら、その後、原が今季限りで辞任し、球団から来季以降の契約の話が来なくて、川相がしびれを切らし引退を撤回して自由契約にしてもらった件で、比較的川相に同情的な声が多い中、「この世界は監督が交代したら、前監督との約束が反故になるのは当たり前」「新しい監督が決まれば、フロントと話し合いをしてチームの方向性を決めてるなどして時間がかかるから、すぐにコーチをやってくれとはならない」「契約を理解していない川相は子供」と述べた。

#### 埼玉西武ライオンズに関して
文化放送ライオンズナイターには1982年の開始当初からレギュラー解説者として出演し、当時は異例だった「一方的身びいき放送」の解説者として西武ライオンズ（当時）を応援した。しかし、西武球団が長年にわたって自らを1978年末の設立（球団買収）による新球団と見なし、前身の福岡時代の記録を無視し、当時の在籍選手を球団OBとして認めなかったことには不満を持ち、元選手には行き場がないとしてその対応を批判していた。買収から30年が経過した2008年に、埼玉西武ライオンズが西鉄ライオンズの復刻版ユニフォームを着けて公式戦を行い、日本シリーズ3連覇や稲尾の活躍を含めた福岡時代の歴史を各種企画で紹介する「ライオンズ・クラシック」の実施が決まると、豊田はエグゼクティブ・アドバイザーに就任して監修に務め、その初戦となった同年6月28日の対千葉ロッテマリーンズ戦では西鉄時代のユニフォーム姿で始球式のマウンドを務めた。試合後は「この風景を（前年亡くなった）稲尾に見せたかった」と語り、「ライオンズ・クラシック」企画が終了した際にも「こんなにうれしい日々はなかった。これから西武を応援していきます」と感極まった様子で場内の観客にあいさつした。
2010年に高校の後輩である大久保博元が不祥事でシーズン中に西武の打撃コーチを解任された際は球界から去って世間の荒波にもまれるべきだと述べている。
2012年のライオンズ・クラシックで、全選手が稲尾の永久欠番『24』をつけてプレーした試合の開始前に、背広姿で挨拶に立った。

### フジテレビ絶縁宣言
豊田は、引退の翌年（1970年）以降、2000年までフジテレビの専属解説者としてプロ野球中継や『プロ野球ニュース』（1976年開始）で活躍していた（ただし、近鉄コーチとして現場復帰した1972年の他、1987年 - 1992年にかけて専属を離れた時期もあった）。
2001年、「フジテレビが野球を大切にしなくなった」ことを理由に「フジテレビ絶縁宣言」を表明し、専属から離れた（ただし、その後もしばらく地上波副音声やCS放送・フジテレビ739のプロ野球中継には時折出演していた。また、2003年2月まではフジテレビ公式サイト内において不定期でコラムを連載していた〔#外部リンクを参照〕）。
これはフジテレビがプロ野球ニュースなどの野球番組で、1990年代前後から野球に詳しくない女性アナウンサーやタレントを起用するようになるなど、野球ニュースとしての低質化が起こったことが要因であったが、これらを差し置いても一番の絶縁の理由は、2001年のプロ野球ニュースの地上波での放送終了であった。終了後はCS放送に移動して同番組は継続されたが、豊田自身は「プロ野球ニュースだけは（地上波で）絶対に終わらせてはいけない」と声を大にして叫んでおり、『週刊ベースボール』の自身のコラムでもこのことについて何度も発言していた（フジテレビ公式サイト内のコラムでも地上波での再開を主張していた）。

### その他
活発なコラム執筆を続ける中で、豊田の活動はプロ野球以外の領域にも広がる場合があった。フジテレビの公式サイトで続けてきたコラムの最終回は川淵三郎・日本サッカー協会キャプテン（会長、当時）との対談の話題であり、神風特別攻撃隊の一員として第二次世界大戦（太平洋戦争）で戦死した石丸進一について語りながら自身の戦争体験を振り返ったコラムをスポーツニッポンの九州版で執筆したこともある。
文化放送ライオンズナイターの近鉄対西武戦の中継（藤井寺球場）で、一度だけ試合の実況をしたことがある。
体罰についても、一貫して否定派であり、野球界のみならず他競技の体罰に対しても厳しく批判していた。

## 詳細情報

### 年度別打撃成績
| 年 度      | 球 団                  | 試 合 | 打 席 | 打 数 | 得 点 | 安 打 | 二 塁 打 | 三 塁 打 | 本 塁 打 | 塁 打 | 打 点 | 盗 塁 | 盗 塁 死 | 犠 打 | 犠 飛 | 四 球 | 敬 遠 | 死 球 | 三 振 | 併 殺 打 | 打 率 | 出 塁 率 | 長 打 率 | O P S |
| ---------- | ---------------------- | ----- | ----- | ----- | ----- | ----- | -------- | -------- | -------- | ----- | ----- | ----- | -------- | ----- | ----- | ----- | ----- | ----- | ----- | -------- | ----- | -------- | -------- | ----- |
| 1953       | 西鉄                   | 115   | 439   | 402   | 64    | 113   | 22       | 0        | 27       | 216   | 59    | 25    | 12       | 3     | --    | 31    | --    | 3     | 92    | 1        | .281  | .337     | .537     | .874  |
| 1954       | 西鉄                   | 134   | 583   | 494   | 77    | 119   | 20       | 4        | 18       | 201   | 63    | 33    | 10       | 14    | 2     | 72    | --    | 1     | 107   | 3        | .241  | .337     | .407     | .744  |
| 1955       | 西鉄                   | 144   | 632   | 546   | 94    | 150   | 18       | 4        | 23       | 245   | 76    | 27    | 15       | 19    | 2     | 64    | 1     | 1     | 75    | 9        | .275  | .351     | .449     | .800  |
| 1956       | 西鉄                   | 148   | 629   | 529   | 90    | 172   | 28       | 12       | 12       | 260   | 70    | 31    | 13       | 15    | 7     | 76    | 5     | 2     | 59    | 17       | .325  | .407     | .491     | .898  |
| 1957       | 西鉄                   | 128   | 550   | 463   | 92    | 133   | 26       | 8        | 18       | 229   | 59    | 24    | 10       | 12    | 5     | 70    | 0     | 0     | 64    | 7        | .287  | .377     | .495     | .872  |
| 1958       | 西鉄                   | 111   | 458   | 399   | 72    | 103   | 16       | 3        | 13       | 164   | 43    | 11    | 8        | 6     | 2     | 50    | 1     | 1     | 65    | 11       | .258  | .341     | .411     | .752  |
| 1959       | 西鉄                   | 133   | 534   | 447   | 61    | 134   | 18       | 4        | 17       | 211   | 81    | 13    | 11       | 3     | 4     | 78    | 18    | 2     | 68    | 17       | .300  | .403     | .472     | .875  |
| 1960       | 西鉄                   | 127   | 508   | 425   | 75    | 122   | 18       | 4        | 23       | 217   | 87    | 9     | 7        | 0     | 5     | 77    | 4     | 1     | 82    | 7        | .287  | .394     | .511     | .905  |
| 1961       | 西鉄                   | 120   | 486   | 391   | 65    | 116   | 17       | 1        | 16       | 183   | 60    | 10    | 5        | 2     | 5     | 87    | 10    | 1     | 55    | 13       | .297  | .421     | .468     | .889  |
| 1962       | 西鉄                   | 130   | 519   | 431   | 73    | 118   | 11       | 2        | 23       | 202   | 67    | 9     | 5        | 0     | 2     | 84    | 9     | 2     | 82    | 14       | .274  | .393     | .469     | .862  |
| 1963       | 国鉄 サンケイ アトムズ | 136   | 549   | 472   | 68    | 138   | 26       | 1        | 20       | 226   | 70    | 12    | 11       | 2     | 3     | 71    | 2     | 1     | 65    | 17       | .292  | .384     | .479     | .863  |
| 1964       | 国鉄 サンケイ アトムズ | 120   | 469   | 393   | 71    | 108   | 20       | 2        | 24       | 204   | 59    | 7     | 5        | 1     | 3     | 72    | 8     | 0     | 63    | 14       | .275  | .385     | .519     | .904  |
| 1965       | 国鉄 サンケイ アトムズ | 58    | 221   | 185   | 20    | 43    | 4        | 0        | 10       | 77    | 22    | 1     | 1        | 0     | 3     | 31    | 1     | 2     | 31    | 4        | .232  | .344     | .416     | .760  |
| 1966       | 国鉄 サンケイ アトムズ | 24    | 82    | 69    | 5     | 10    | 1        | 0        | 2        | 17    | 4     | 0     | 0        | 0     | 0     | 13    | 0     | 0     | 19    | 3        | .145  | .280     | .246     | .526  |
| 1967       | 国鉄 サンケイ アトムズ | 106   | 346   | 309   | 34    | 76    | 18       | 2        | 9        | 125   | 36    | 3     | 4        | 0     | 2     | 32    | 3     | 3     | 60    | 4        | .246  | .321     | .405     | .726  |
| 1968       | 国鉄 サンケイ アトムズ | 40    | 94    | 83    | 11    | 20    | 2        | 0        | 5        | 37    | 19    | 0     | 2        | 0     | 1     | 10    | 1     | 0     | 20    | 0        | .241  | .319     | .446     | .765  |
| 1969       | 国鉄 サンケイ アトムズ | 40    | 116   | 99    | 8     | 24    | 4        | 0        | 3        | 37    | 13    | 0     | 2        | 0     | 1     | 16    | 0     | 0     | 17    | 6        | .242  | .345     | .374     | .719  |
| 通算：17年 | 通算：17年             | 1814  | 7215  | 6137  | 980   | 1699  | 269      | 47       | 263      | 2851  | 888   | 215   | 121      | 77    | 47    | 934   | 63    | 20    | 1024  | 147      | .277  | .372     | .465     | .837  |

- 各年度の太字はリーグ最高
- 国鉄（国鉄スワローズ）は、1965年途中にサンケイ（サンケイスワローズ）、1969年にアトムズに球団名を変更

### タイトル
- 首位打者：1回 （1956年）
- 最多出塁数：2回（1959年、1961年）

### 表彰
- 新人王 （1953年）
- ベストナイン：6回 （1956年、1957年、1959年 - 1962年）
- 日本シリーズMVP：1回 （1956年）
- 日本シリーズ首位打者賞：2回 （1956年、1958年）
- 日本シリーズ優秀選手賞：1回 （1957年）
- 野球殿堂特別表彰（2006年）
- 茨城県民栄誉賞（2006年）

### 記録
節目の記録
- 1000試合出場：1960年8月7日 ※史上54人目

その他の記録
- 2試合連続サヨナラ本塁打 （1968年8月24日 - 8月25日）
- 3年連続最多四球　※福本豊、落合博満、柳田悠岐と並ぶパ・リーグ最長タイ
- オールスターゲーム出場：9回 （1955年 - 1960年、1962年 - 1964年）

### 背番号
- 7 （1953年 - 1969年）
- 70 （1972年）

## 関連情報

### 連載コラム
- 豊田泰光の赤えんぴつ
野球評論家転身当初に担当した、サンケイスポーツの連載コラム。
- チェンジアップ
日本経済新聞の連載コラム。
- 豊田泰光のオレが許さん!
『週刊ベースボール』で1994年から2013年まで連載していたコラム。
- Weekly Report 豊田泰光コーナー
1999年から2003年までフジテレビ公式サイト内で連載していたコラム（#外部リンク参照）。

### 出演番組
- 文化放送ホームランナイター
1979年 - 2011年頃まで出演[注 10]。
※豊田によると規制なく自由にめったぎれるから出演できるとのこと。
- 文化放送ライオンズナイター
以前[いつ?]はレギュラー解説を務めており、戸谷真人アナウンサーとのコンビで知られた（2006年は久々に一度だけ出演、2009年6月17日の巨人戦、同年8月26日の楽天戦にも出演）。
前述の「ホームランナイター」も含めて出演がなくなった2012年以降は、ライオンズOBの立場でインタビュー企画等に出演するのみにとどまっている。
- ニッポン放送ショウアップナイター
1970年 - 1971年、1973年 - 1976年まで出演。
- 野球道
※フジテレビ系列のプロ野球中継の現行タイトル（2016年現在）。
1970年 - 1971年、1973年 - 1986年、1993年途中[注 11] - 2002年頃に出演（専属契約は2000年度まで。その後は本数契約という形で、地上波副音声・CS放送にて出演）。
- プロ野球ニュース
地上波時代のレギュラー解説者（上記中継と同じく、一時期専属から離れていたため、出演していなかった）。CS時代の初期（2001年 - 2002年頃）にも時折出演していた。
- 激生!スポーツTODAY
1987年 - 1992年に野球解説者として出演。
- ALWAYS Baseball
1987年 - 1992年に野球解説者として出演。
- ナマ虎スタジアム
※テレビ大阪のプロ野球中継の現行タイトル（2017年現在）。
1987年 - 1992年に出演。
- ベーヤンとトヨさんのプロ野球いいたい放題
1980年頃、文化放送ホームランナイターの前座番組として放送していた10分番組。別所毅彦と共演。
- トヨさんのサンデーラジオI（ - アイ）
2000年10月 - 2001年3月、日曜17:50 - 20:00に放送。19:00以降は一部のNRN系列局にネットされた。
- 豊田泰光 ウルトラサンデー
2001年10月 - 2002年3月、日曜17:50 - 20:00に放送。前年度同様、19:00以降は一部のNRN系列局にネットされた。
- 豊田泰光 スーパーウルトラサンデー
2002年10月 - 2003年3月、日曜17:40 - 19:00に放送。この年から19時台のNRN系列枠が『ラジオふるさと便』となったため、全編関東ローカルとなった。
- 豊田泰光 サンデースポーツファミリー
2003年10月 - 2004年3月、日曜18:00 - 19:00に放送。前半30分はラジオ大阪にネットされた。
2004年ナイターオフシーズンの番組は、『サンデースポーツパラダイス・エキウリ!』となったため、上記番組を最後に、豊田がパーソナリティを務める同系統の番組は放送されていない。2015年現在この後継に当たるのは『岩本勉のまいどスポーツ』である。

### 出演CM
- 協和醗酵工業 焼酎・大五郎（現在はニッカウヰスキーが製造し、アサヒビールから発売）
テレビCM。1980年代後半頃から1997年頃まで出演。その後1998年から今井雅之が主演した。その間、1991年から、とみたいちろう歌唱のCMソング「俺とおまえと大五郎」（作詞：伊藤アキラ・作曲：鈴木キサブロー）が使用されるようになった。

### 著書
- 『豊田泰光のチェンジアップ人生論』（日本経済新聞社：2006年4月、ISBN 4532165407）
- 『オレが許さん!波瀾万丈交友録』（ベースボール・マガジン社：2006年8月、ISBN 4583039166）
- 『プロ野球を殺すのはだれだ』（ベースボール・マガジン社：2009年3月、ISBN 978-4583101620）
- 『「まぐれ」と「極意」 勝負に勝つ上達のセオリー』（日経BP出版センター：2009年10月、ISBN 978-4822265472）
- 『豊田泰光　108の遺言』（ベースボール・マガジン社：2013年10月、ISBN 978-4583106359）